# Rivière Mistigougèche
La rivière Mistigougèche coule dans la municipalité régionale de comté (MRC) de La Mitis, dans la région administrative du Bas-Saint-Laurent, au Québec, au Canada. Elle est un affluent de la rive sud-ouest de la rivière Mitis, laquelle coule vers le nord-ouest jusqu'au littoral sud-est du fleuve Saint-Laurent où elle se déverse à la hauteur de Sainte-Flavie et de Grand-Métis.
Le cours de la rivière Mistigougèche traverse le territoire non organisé Lac-des-Eaux-Mortes (comté de Rimouski), ainsi que les municipalités de Saint-Charles-Garnier, de Les Hauteurs et de Sainte-Jeanne-d'Arc. Tous ces territoires municipaux sont situés dans la municipalité régionale de comté (MRC) de La Mitis.
La partie supérieure de la rivière (soit entre le lac Mistigougèche et le lac des Eaux Mortes) passe au nord-est de la limite nord-est de la réserve faunique de Rimouski. Coulant sur 68,9 km, le cours de la rivière Mistigougèche est surtout en territoire forestier dans une vallée évasée, passant entre plusieurs montagnes.
Depuis son confluence à la rivière Mitis, la rivière Mistigougèche comporte un segment de rivière de 22 km traversant la zec de la Rivière-Mitis. Constituée en 1993, une partie de cette zec couvre la rivière Mitis.

## Géographie
La rivière Mistigougèche prend sa source de ruisseaux de montagne dans le territoire de la zec du Bas-Saint-Laurent. Cette source est située à 5,9 km au nord de la frontière avec le Nouveau-Brunswick, à 65,6 km au sud-est du littoral sud-est du fleuve Saint-Laurent, à 47,2 km au sud-ouest du centre du village de Lac-au-Saumon, à 13,3 km à l'est de la limite est de la municipalité régionale de comté (MRC) de Rimouski-Neigette et à 5,0 km au sud-ouest du cours de la rivière Patapédia.
Cours supérieur de la rivière (segment de 43,0 km)
À partir de sa source, la rivière Mistigougèche coule sur :
- 2,1 km vers le nord-ouest, jusqu'à une route forestière ;
- 11,8 km vers le nord-ouest, en traversant l'Étang de Champlain et en recevant les eaux du ruisseau Chessier (venant du nord), jusqu'à la confluence du ruisseau Deadwater Supérieur (venant du sud) ;
- 0,3 km vers le nord-ouest, jusqu'à la confluence du ruisseau Deadwater Inférieur (venant du sud) ;
- 3,2 km vers le nord-ouest, en recevant les eaux de la décharge du lac Alphonse-Pelletier (venant du sud-ouest) et de la décharge du Lac aux Morillons (venant du sud-ouest), jusqu'à la rive sud-est du lac Mistigougèche ;
- 10,3 km vers le nord-ouest, en traversant le lac Mistigougèche (altitude : 296 m) sur sa pleine longueur, jusqu'au barrage situé à son embouchure ;
- 3,0 km vers l'ouest, jusqu'à la confluence de la rivière Armand-Lelièvre (venant du sud) ;
- 1,4 km vers le nord-ouest, jusqu'à la décharge du lac Pitouche (venant de l'ouest) ;
- 2,9 km vers le nord, jusqu'à la pointe sud du lac des Eaux Mortes ;
- 8,0 km vers le nord-ouest, puis vers le nord-est, en traversant le lac des Eaux Mortes sur sa pleine longueur, jusqu'au barrage situé à son embouchure du côté nord-est.

Cours inférieur de la rivière (segment de 25,9 km)
- 2,1 km vers le nord-est jusqu'à la confluence du ruisseau Noël ;
- 1,0 km vers le nord, jusqu'à la limite de la municipalité de paroisse de Saint-Charles-Garnier ;
- 2,7 km vers le nord, jusqu'à la confluence du ruisseau Charlette (venant de l'est) ;
- 2,0 km vers le nord, jusqu'au pont routier qu'elle coupe à 2,9 km au sud-ouest du centre du village de Saint-Charles-Garnier ;
- 3,8 km vers le nord, jusqu'à la confluence du ruisseau Claveau (venant de l'ouest) et du pont routier ; ce pont est situé sur la limite des municipalités de Saint-Charles-Garnier et Les Hauteurs ;
- 2,1 km vers le nord, jusqu'à la confluence du ruisseau Tremblay (venant de l'ouest) ;
- 2,7 kmvers le nord, jusqu'à la confluence du ruisseau Larivée (venant de l'ouest) ;
- 4,5 km vers le nord, jusqu'à la limite de la municipalité de Sainte-Jeanne-d'Arc (La Mitis) ;
- 2,2 km vers le nord, en recueillant les eaux du ruisseau Parent (venant de l'ouest), jusqu'à la confluence du ruisseau Rigo (venant de l'ouest) ;
- 2,3 km vers le nord, jusqu'au pont du chemin de la rivière Mistigougèche ;
- 0,5 km vers le nord-est, jusqu'à sa confluence[2].

La rivière Mistigougèche se déverse sur la rive sud-ouest de la rivière Mitis, à la hauteur de la "Pointe à Verreault". Cette confluence est située à 1,1 km en amont du pont du 3e rang de Massé, à 4,5 km en aval de la confluence de la rivière Mercier, à 19,0 km au sud-est du centre de Mont-Joli et à 5,5 km au sud-est du littoral sud-est du fleuve Saint-Laurent.

## Toponymie
Le toponyme « rivière Mistigougèche » est d'origine micmac signifiant "prairies fertiles". L'appellation "Mistigougèche" figure en 1897 dans un rapport de l'arpenteur Télesphore Simard. Il a été officialisé le 5 décembre 1968 à la Commission de toponymie du Québec.